# United Church in Papua New Guinea
Die United Church in Papua New Guinea (Vereinigte Kirche in Papua-Neuguinea) entstand 1968 unter dem Namen United Church in Papua New Guinea and the Solomon Islands durch die Fusion der London Missionary Society (aktiv im ehemals britisch-australischen Teil Papua-Neuguineas), der Presbyterianischen Kirche (hauptsächlich Port Moresby) und der methodistischen Mission (vor allem aktiv auf den Inseln Papua-Neuguineas und den nördlichen und westlichen Salomonen).
1996 trennten sich die United Church in Papua New Guinea and the Solomon Islands in die United Church in Papua New Guinea und die United Church in the Solomon Islands.
Die Kirche hat ca. 600.000 Vollmitglieder.
Wichtige Mitglieder der Kirche:
- Buri Kidu
- Mari Kapi
- Paulias Matane
- Mekere Morauta
- Rabbie Namaliu
- William Skate